# Silnice I/15
Die Silnice I/15 (tschechisch für: „Straße I. Klasse 15“) ist eine tschechische Staatsstraße (Straße I. Klasse).

## Verlauf

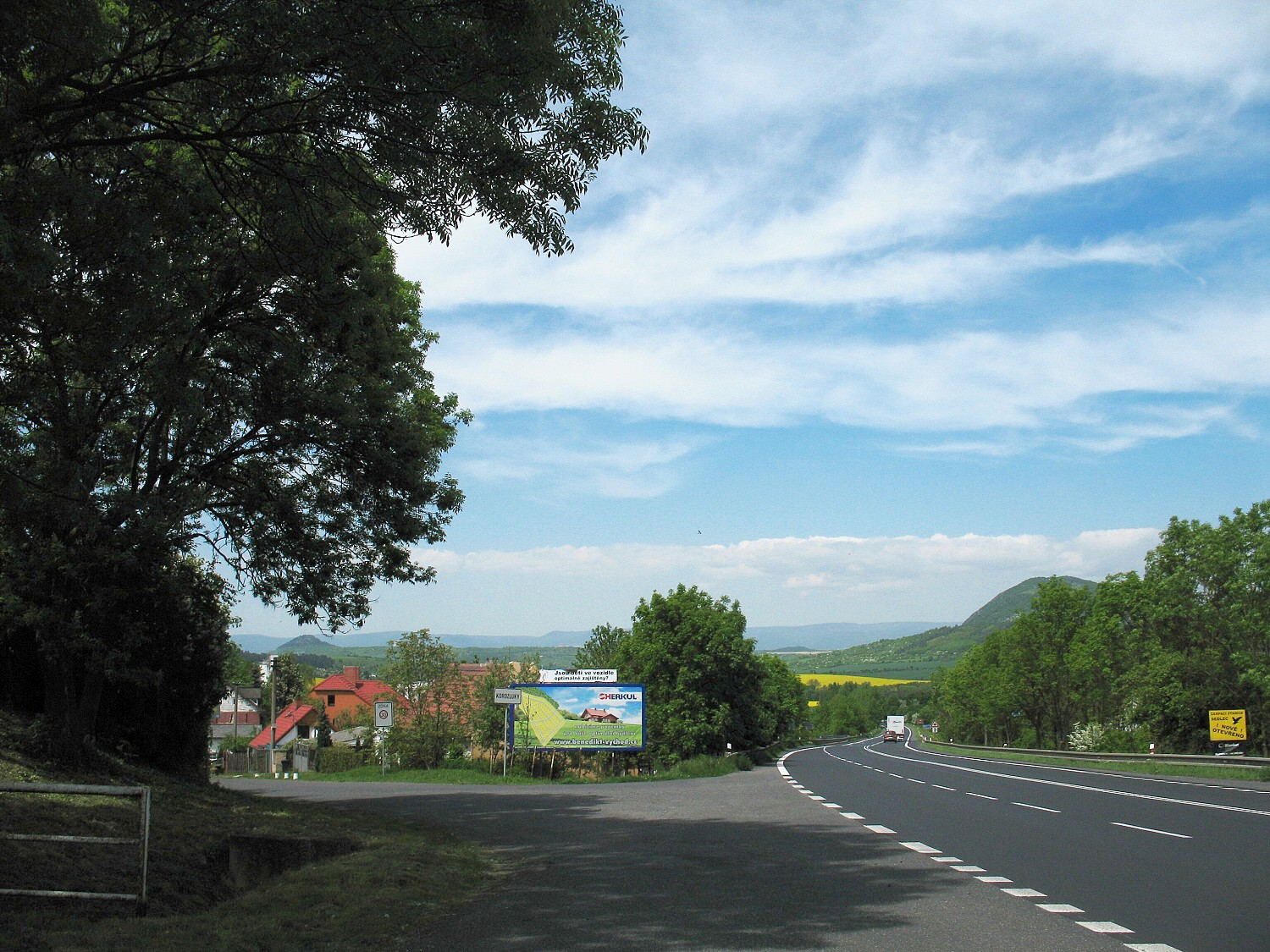
Die Straße bei Korozluky (Kolosoruk)

Die Straße zweigt in Chanov in der Gemeinde Obrnice (Obernitz) bei Most (Brüx)  von der Silnice I/6 ab, verläuft in generell östlicher Richtung über den Abzweig der Silnice I/28 in Skršín (Skirschina) und Třebenice (Trebnitz) sowie die Autobahn Dálnice 8 bei der Anschlussstelle (exit) 48 querend nach Lovosice (Lobositz) und von dort weiter über Terezín (Theresienstadt) über die Elbe nach Litoměřice (Leitmeritz). Ihre Fortsetzung nimmt die Straße über Úštěk (Auscha) und Kravaře v Čechách (Graber) und endet schließlich bei ihrem Zusammentreffen mit der Silnice 9 in Zahrádky u České Lípy (Neugarten).
Die Länge der Straße beträgt gut 74 Kilometer.

## Geschichte
Von 1940 bis 1945 bildete die Straße von Terezín nach Osten die Reichsstraße 348.